# Saint-André-d'Allas
Saint-André-d'Allas är en kommun i departementet Dordogne i regionen Nouvelle-Aquitaine i sydvästra Frankrike. Kommunen ligger i kantonen Sarlat-la-Canéda som tillhör arrondissementet Sarlat-la-Canéda. År 2022 hade Saint-André-d'Allas 885 invånare.

## Befolkningsutveckling
Antalet invånare i kommunen Saint-André-d'Allas
Referens:INSEE